# غافين سميث
غافين سميث (بالإنجليزية: Gavin Smith)‏ هو سائق سباق أيرلندي، ولد في 15 سبتمبر 1977 في دبلن في جمهورية أيرلندا.

## وصلات خارجية
- الموقع الرسمي